# NGC 6248
NGC 6248 est une galaxie spirale barrée située dans la constellation du Dragon. Sa vitesse par rapport au fond diffus cosmologique est de 1 103 ± 2 km/s, ce qui correspond à une distance de Hubble de 16,3 ± 1,1 Mpc (∼53,2 millions d'al). NGC 6248 a été découverte par l'astronome américain Lewis Swift en 1885.
La classe de luminosité de NGC 6248 est IV et elle présente une large raie HI. En raison d'une brillance de surface égale à 14,53 mag/am2, on peut qualifier NGC 6248 de galaxie à faible brillance de surface (LSB en anglais pour low surface brightness). Les galaxies LSB sont des galaxies diffuses (D) avec une brillance de surface inférieure de moins d'une magnitude à celle du ciel nocturne ambiant.
À ce jour, sept mesures non basées sur le décalage vers le rouge (redshift) donnent une distance de 24,043 ± 3,153 Mpc (∼78,4 millions d'al), ce qui est à l'extérieur des valeurs de la distance de Hubble.
Note : les bases de données Simbad et HyperLeda considèrent que NGC 6237 et NGC 6248 sont une seule et même galaxie, soit PGC 58946. En réalité, NGC 6237 est une entrée du New General Catalogue qui concerne un corps céleste perdu ou inexistant.